# Loxomorpha pulchellalis
Loxomorpha pulchellalis là một loài bướm đêm trong họ Crambidae.